# Karen Mack
Karen Mack (* 9. Oktober 1947 in Oberstdorf) ist eine ehemalige deutsche Leichtathletin, die von 1970 bis 1976 bei 13 Wettkämpfen für die Bundesrepublik Deutschland antrat.
Die 1,76 m große Karen Mack begann beim TSV Oberstdorf als Trampolinspringerin, während ihrer Leistungssport-Karriere in der Leichtathletik startete sie für den TSV 1860 München. Ihren ersten deutschen Meistertitel gewann sie 1969 im Fünfkampf. 1970 belegte sie im Fünfkampf den dritten Platz hinter Heide Rosendahl und Ingrid Mickler. Im Hochsprung gewann Karen Mack 1970 die Meistertitel in der Halle und im Freien. 1971 und 1972 belegte Mack im Fünfkampf jeweils den zweiten Platz hinter Heide Rosendahl. In der Halle gewann Karen Mack 1972 zum zweiten Mal den Meistertitel im Hochsprung. 1974 und 1975 belegte Karen Mack noch zweimal den vierten Platz im Fünfkampf.
Karen Mack war 1969 für den Start bei den Europameisterschaften nominiert, konnte aber wegen des Boykotts der bundesdeutschen Mannschaft nicht antreten. Zwei Jahre später erreichte sie bei den Europameisterschaften in Helsinki den zehnten Platz im Hochsprung und den vierten Platz im Fünfkampf. Bei den Olympischen Spielen 1972 belegte sie den siebten Platz im Fünfkampf. 

## Persönliche Bestleistungen
- 200-Meter-Lauf: 24,12 s (Stuttgart, 11. Juli 1971)
- 100-Meter-Hürdenlauf: 13,91 s (Helsinki, 13. August 1971)
- Hochsprung: 1,82 m (Berlin, 8. August 1970)
- Weitsprung: 6,22 m (Schwetzingen, 28. September 1969)
- Kugelstoßen: 14,58 m (München, 15. April 1972)